# 天工開物·栩栩如真
《天工開物•栩栩如真》是香港小說家董啟章的長篇小說，是他創作的「自然史三部曲」的第一部，總共二十八萬字。此書分兩個平行部份，第一部份藉著各種物件延伸出來的故事，述說主角的家族史及愛情史，並側寫身處城市的變遷；第二部份則是虛構的幻想世界，以女主角「栩栩」為核心發展出一個探尋自我的奇幻故事。兩個平行時空在某一點交錯，又再分開。

## 故事
書中第一部份描寫的物件包括：收音機、電報、電話、車床、衣車、電視機、汽車、遊戲機、錶、打字機、相機、卡式錄音機和書。主角藉著寫信給虛構人物「栩栩」述說這些物件的發展史，並娓娓交代從祖父董富跟祖母龍金玉、父親董鉄跟母親何亞芝，及自己跟如真、練仙和啞瓷三位女孩的故事。
另一部份的故事則在一個虛構的奇幻世界中發生，人物的外型都非正常人類，例如有手部是剪刀或唇膏的人物，肚子是一部古老打字機的作家，眼睛是感應器的校長等。主角栩栩則是心臟是音樂盒的女孩，和手部是筆的男孩小東，及揹著電結他、腳部是滾軸溜冰鞋的不是蘋果等人物結伴冒險。

## 目錄
第 0 章是作者特別為 2023 年飛地出版社的「數位典藏版」新增的章節，不存在於 2005 年台灣麥田出版社的版本。
小說章節目錄：
0. NFT（前言）
1. 蘑菇與人物的誕生
Ⅰ. 收音機
2. 蝴蝶餅與耳朵
Ⅱ. 電報 / 電話
3. 天使髮與人物法則
Ⅲ. 車床
4. 結他弦與個性
Ⅳ. 衣車
5. 棉花糖與夢
Ⅴ. 電視機
6. 仙人掌與生命史
Ⅵ. 汽車
7. 螺絲帽與性
Ⅶ. 遊戲機
8. 珍珠與救贖
Ⅷ. 錶
9. 音樂盒與真我
Ⅸ. 打字機
10. 真實世界
Ⅹ. 相機
11. 想像世界
ⅩⅠ . 卡式錄音機
12. 可能世界
ⅩⅡ . 書（後記）
附錄：2005年原版前言
完整與分裂．真實與想像 獨裁者

## 出版過程
《天工開物．栩栩如真》於 2005 年由台灣麥田出版社出版。2023 年由飛地出版社重製「數位典藏版」，在原著以外新增第零章 "NFT" 的章節，請柳廣成重新設計1000個獨一無異的封面，並以 NFT 電子書的方式重新發行。
2024 年，此書被選為香港教育大學我城我書計劃的年度選書，由邱偉平把第一至第六章譯成英文，董啟章以人工智能翻譯第零章。並提供作品的節選本供人免費下載。

## 奬項
第一屆紅樓夢獎：世界華文長篇小說奬決審團奬。
第一屆施耐庵文學奬

## 外部連結
- 董富記快報 （页面存档备份，存于）
- Dung Foo Kei 董富記 - 為什麼我要用NFT出書？ （页面存档备份，存于）
- 舒心書評：人與物共生的歷程--訪問《天工開物•栩栩如真》作家董啟章
- 香港文學館 - 專訪董啟章：為了自主，進入 Web3 （页面存档备份，存于）
- 明周文化 - 肉身有盡，靈魂不滅-紙本書與NFT書 （页面存档备份，存于）
- 《天工開物．栩栩如真》18 年後重溯經典 （页面存档备份，存于）